# Веро (Шер)
Веро́ (фр. Vereaux) — коммуна во Франции, находится в регионе Центр. Департамент — Шер. Входит в состав кантона Санкуэн. Округ коммуны — Сент-Аман-Монтрон.
Код INSEE коммуны — 18275.

## География

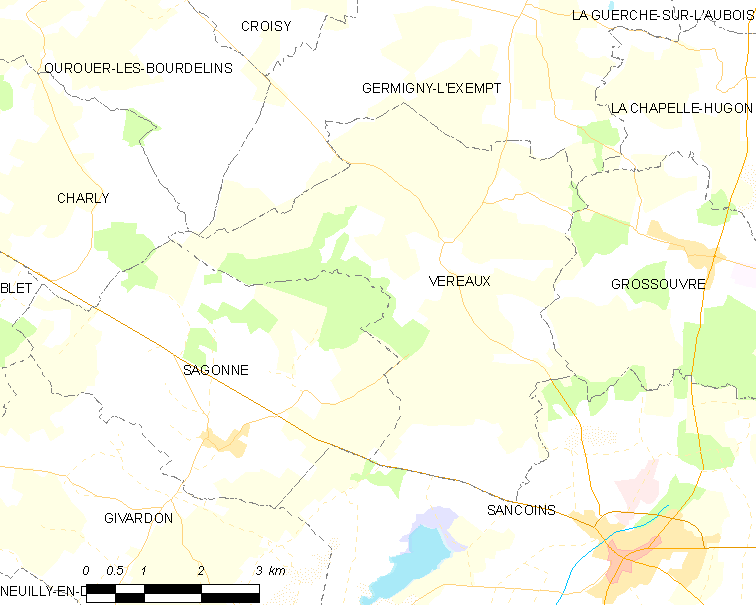
Карта коммуны

Коммуна расположена приблизительно в 230 км к югу от Парижа, в 135 км юго-восточнее Орлеана, в 45 км к юго-востоку от Буржа.
По территории коммуны протекает небольшая река Фос (фр. Fausse).

## Население
Население коммуны на 2008 год составляло 173 человека.
| 1962 | 1968 | 1975 | 1982 | 1990 | 1999 | 2008 |
| ---- | ---- | ---- | ---- | ---- | ---- | ---- |
| 214  | 230  | 200  | 182  | 168  | 159  | 173  |

## Экономика
В 2007 году среди 103 человек в трудоспособном возрасте (15-64 лет) 73 были экономически активными, 30 — неактивными (показатель активности — 70,9 %, в 1999 году было 64,9 %). Из 73 активных работали 62 человека (34 мужчины и 28 женщин), безработных было 11 (7 мужчин и 4 женщины). Среди 30 неактивных 10 человек были учениками или студентами, 11 — пенсионерами, 9 были неактивными по другим причинам.

## Достопримечательности
- Церковь Сен-Мартен (XII век). Исторический памятник с 1912 года[3]
- Руины феодального замка